# Поповская (Московская область)
Попо́вская — деревня в муниципальном округе Егорьевск Московской области России.

## География
Деревня Поповская расположена в юго-западной части муниципального округа Егорьевск, примерно в 25 километрах к юго-востоку от города Егорьевска. В 1 километре к юго-востоку от деревни протекает река Цна. Высота над уровнем моря 118 метров.

## Название
Название связано с некалендарным личным именем Поп либо происходит непосредственно от «поп» — священник.

## История
До отмены крепостного права крестьяне деревни относились к разряду государственных крестьян, в 1831 году они выкупили землю у государства. После 1861 года деревня вошла в состав Круговской волости Егорьевского уезда. Приход находился в селе Горки.
В 1926 году деревня входила в Поповский сельсовет Лелеческой волости Егорьевского уезда.
До 1994 года Поповская входила в состав Бобковского сельсовета Егорьевского района, в 1994—2004 годы — Бобковского сельского округа, а в 2004—2006 годы — Раменского сельского округа.
Входит в состав сельского поселения Раменское.

## Демография
В 1885 году в деревне проживало 493 человека, в 1905 году — 477 человек (229 мужчин, 248 женщин), в 1926 году — 333 человека (161 мужчина, 172 женщины). По переписи 2002 года — 1001 человек (475 мужчин, 526 женщин). Население — 918 человек (2010).
| 1859 | 1868 | 1885 | 1905 | 1926 | 2002  | 2006  |
| ---- | ---- | ---- | ---- | ---- | ----- | ----- |
| 370  | ↘351 | ↗493 | ↘477 | ↘333 | ↗1001 | ↗1023 |
| 2010 |      |      |      |      |       |       |
| ↘918 |      |      |      |      |       |       |